# Saint-Remy-le-Petit
 Saint-Remy-le-Petit  es una comuna y población de Francia, en la región de Champaña-Ardenas, departamento de Ardenas, en el distrito de Rethel y cantón de Asfeld.
Su población en el censo de 1999 era de 36 habitantes.
No está integrada en ninguna Communauté de communes u organismo similar.
- Datos: Q335952
- Multimedia: Saint-Remy-le-Petit / Q335952

1. ↑  Worldpostalcodes.org, código postal n.º 08300.
2. ↑  INSEE, Datos de población para el año 2012 de Saint-Remy-le-Petit (en francés).